# Simon Elliott
Simon Elliott, född den 10 juni 1974, är en nyzeeländsk före detta fotbollsspelare. Han har även spelat i Nya Zeelands fotbollslandslag. Han är också en av Nya Zeelands mesta landslagsmän genom tiderna.

## Klubbkarriär
Elliott spelade för ett några olika klubbar hemma i Nya Zeeland innan han 1997 flyttade till USA för att spela collegefotboll vid Stanforduniversitetet. Han gick sedan till proffsklubben Boston Bulldogs innan han flyttade tillbaka till Kalifornien och till Los Angeles Galaxy. Där blev han kvar i fyra säsonger och han spelade totalt 122 matcher för klubben innan han gick vidare till Columbus Crew 2004.
Där blev han upptäckt av den engelska klubben Fulham FC vilka värvade honom i januari 2006. Han spelade 13 liga- och cupmatcher under resten av säsongen. Under sommaren 2006 skadade han sig och han blev då borta under hela säsongen därpå och i maj 2008 fick han gå från Fulham.
Elliott flyttade då tillbaka till USA och skrev 2009 kontrakt med San Jose Earthquakes, men han fick inte fortsätta in på säsongen 2010.

## Landslagskarriär
Elliott debuterade för Nya Zeelands landslag den 21 februari 1995 i en match mot Singapore som Nya Zeeland vann med 2–1. Han var med i Nya Zeelands OS-trupp till OS i Peking 2008 som en av tre spelare över 23 år, de andra två var Ryan Nelsen och Chris Killen.
Elliott var med i landslaget under kvalet till Fotbolls-VM 2010 och spelade i den första av de två avgörande kvalmatcherna mot Bahrain och i den andra matchen fick han sitta på bänken hela matchen. Nya Zeeland kvalificerade sig då till Fotbolls-VM 2010 i Sydafrika, vilket är andra gången någonsin som de lyckats med det. Elliott är uttagen till VM-truppen.
Elliott har spelat totalt 63 landskamper vilket är tredje flest någonsin i Nya Zeelands landslag, endast Ivan Vicelich och Vaughan Coveny har spelat fler.